# Сеул Метрополитан библиотека
Сеул Метрополитан библиотека у Сеулу (енгл. Seoul Metropolitan Library), (кореј. 서울도서관) тј. бивша Градска скупштина, која је била средиште градских послова, сада је за грађане опет отворена, али сада као главна јавна библиотека у Сеулу. Библиотека нуди више од 200.000 књига. Ова библиотека такође омогућава приступ широком спектру за претрагу који може да идентификује материјале међу 320 библиотека у Сеулу. Посетиоци ове библиотеке могу пронаћи различите ресурсе у вези града Сеула, попут историје, културе, урбаног планирања, транспорта, питања заштите животне средине, администрације, истраживачке документе, видео клипове и електронске податке. Данас ова библиотека налази се у центру самог Сеула.

## Историјат
Стара Градска скупштина у Сеулу, која је данас позната као Сеул Метрополитан библиотека, служила је као Градска скупштина у Сеулу од 1945. године до 2008. године. Зграда је преобраћена у библиотеку. 
Ова зграда саграђена је 1926. године, била је позната као Гyеонгсеонг (кор. 경성) – општинска зграда владе. У то време, Кореја је била под окупацијом Јапана. После ослобођења 1945. године, зграда је коришћена као Градска скупштина у Сеулу. Служила је као Градска скупштина све до конструкције нове и модерне зграде у 2008. години. Након четири године конструисања, нова зграда Градске скупштине бива отворена 27. августа 2012. године.

## Архитектура
Стара зграда је у стилу ренесансе са неким карактеристикама модерне архитектуре. Током година, зграда је прошла кроз многа реновирања. Већи део екстеријера и ентеријера се од тада променило, али врх зграде, фасада, улаз, и централни део су задржали свој првобитан изглед. Ово омогућава посетиоцима да виде изглед архитектуре зграде каква је пре била.
Библиотека је обновила спољни зид, сале, и главно степениште бивше Градске скупштине која је саграђена 1926. године, и која притом симболизује историјску баштину Сеула. Рестаурација главне старе канцеларије била је седиште градоначелника Сеула од 1945. до 2008. године. Канцеларија градоначелника налазила се у центру на трећем спрату зграде градске скупштине, где је градоначелник често обављао своје дневне дужности. 
Такође, у згради поред градоначелникове канцеларије налазила се и соба за планирање и одређене ситуације где су се одржавали састанци и где су се вршиле политичке дискусије од велике важности између градоначелника, градских званичника, стручњака, грађана, и страних посетилаца. Поред ове собе, налазила се и соба за пријем, где је градоначелник примао домаће и међународне госте. У овој соби, такође, одржане су многе церемоније, укључујући и потписивање важних докумената. У Градској скупштини, поред соба у којима је боравио градоначелник, такође се налази и сала за изложбу, ова сала има занимљиве експонате, али и изложбу која нам описује конструкцију зграде. Изложба нам приказује који материјали су коришћени током конструисања и како су изграђени зидови, кров, подови, таваница, купола, прозори и врата, али такође се налази и изложба која је везана саму историју Сеула.

## Фонд
У колекцији докумената из Сеула, има око 30, 000 томова података који се односе на администрацију и политику у Сеулу. Архивска служба у Сеулу има оригиналне копије грађанских афера и велики број дигиталних докумената који се односе на историју и напредак Сеула. Остале колекције укључују и генералну колекцију, глобалну колекцију, колекција која се бави инвалидношћу и наравно дигиталну колекцију.
У градској Сеул Метополитанској библиотеци, при уласку на главном шалтеру може да се узме туристички водич са мапом, или књига која се налази онлајн на њиховој страници www.visitseoul.com на енглеском језику. Ова библиотека својим корисницима нуди око 200,000 разноврсних књига.